# Jens Oberhoffner
Jens Oberhoffner (* 1972 in Forst (Lausitz)) ist ein deutscher Politiker (AfD). Er war von 2019 bis 2024 Mitglied des Sächsischen Landtags.

## Leben
Jens Oberhoffner absolvierte eine Ausbildung zum Gießereifacharbeiter und studierte Betriebswirtschaftslehre. Er ist als Vertriebsleiter in Sachsen tätig. Bei der Landtagswahl in Sachsen 2019 gelang ihm über die Landesliste der AfD Sachsen der Einzug in den Sächsischen Landtag. Bei der Landtagswahl 2024 kandidierte er nicht erneut.